# Thuré
 Thuré  es una población y comuna francesa, situada en la región de Poitou-Charentes, departamento de Vienne, en el distrito de Châtellerault y cantón de Châtellerault-Ouest.

## Demografía
| 1669 | 1704 | 2127 | 2249 | 2335 | 2512 |
| Para los censos de 1962 a 1999 la población legal corresponde a la población sin duplicidades (Fuente: INSEE [Consultar]) |      |      |      |      |      |

## Personas vinculadas
- Édith Cresson, política francesa.

## Alcaldes de Thuré
1792 = Jean Champigny
1792 = Plazanet Oficial municipal
1792 = Barbotin Oficial municipal
1792 - 1793 = Charles Pasquier Oficial municipal 
1793 = Joseph Savaton Oficial municipal 
1793 = Antoine Villaumé Oficial municipal 
1793 - 1795 = François Vautelon
1795 - 1797 = Louis Catin Agente municipal
1797 - 1799 = Simon Aubert Agente municipal
1799 - 1814 = Jean Baudy
1814 - 1830 = Pierre Pasquier
1830 - 1836 = René Baudy
1836 - 1838 = Jean Bruneteau
1838 - 1841 = Philibert Creuzé
1841 - 1848 = Pierre Pasquier
1848 = Pierre Savatier
1848 - 1858 = Jean Champigny
1858 - 1884 = Zoé Baudy
1884 - 1922 = Théodore Champigny
1922 - 1927 = Jules Amiet
1927 - 1959 = René Faulcon
1959 - 1977 = Louis Compaing de la Tour Girard
1977 - 1983 - Édith Cresson
1983 - 2001 = Claude Marquois
2001 - 2014 = Jean-Claude Deyna
2014 - Actualmente en el cargo Dominique Chaine